# Aerobik sportowy na Halowych Igrzyskach Azjatyckich 2007
Wyniki zawodów w aerobiku sportowym rozegranych podczas Halowych Igrzysk Azjatyckich 2007.

## Mężczyźni indywidualnie
| Lp. | Zawodnik                           | Medal |
| --- | ---------------------------------- | ----- |
| 1   | Ao Jinping (21.85 pkt.)            |       |
| 2   | Song Jong-kun (21.15 pkt.)         |       |
| 3   | Phairach Thotkhamchai (20.60 pkt.) |       |

## Kobiety indywidualnie
| Lp. | Zawodniczka                       | Medal |
| --- | --------------------------------- | ----- |
| 1   | Huang Jinxuan (20.85 pkt.)        |       |
| 2   | Roypim Ngampeerapong (20.00 pkt.) |       |
| 3   | Nguyễn Phương Thanh (18.95 pkt.)  |       |

## Pary mieszane
| Lp. | Zawodnicy                     | Medal |
| --- | ----------------------------- | ----- |
| 1   | Chiny (20.65 pkt.)            |       |
| 2   | Korea Południowa (19.75 pkt.) |       |
| 3   | Tajlandia (19.45 pkt.)        |       |

## Tria
| Lp. | Zespół                        | Medal |
| --- | ----------------------------- | ----- |
| 1   | Chiny (21.35 pkt.)            |       |
| 2   | Tajlandia (20.45 pkt.)        |       |
| 3   | Korea Południowa (20.25 pkt.) |       |

## Tabela medalowa
| Poz.  | Państwo          |   |   |   | Łącznie |
| ----- | ---------------- | - | - | - | ------- |
| 1     | Chiny            | 4 | 0 | 0 | 4       |
| 2     | Tajlandia        | 0 | 2 | 2 | 4       |
| 3     | Korea Południowa | 0 | 2 | 1 | 3       |
| 4     | Wietnam          | 0 | 0 | 1 | 1       |
| Total | Total            | 4 | 4 | 4 | 12      |